# Дегресивні рослини
Дегресивні рослини — едифікатори, що за певних умов місцеіснування є будівниками угруповання тільки за умов зміни рослинного покриву під впливом людини або тварин. Без цього впливу вони входять до складу угруповання тільки як ассектатори.
Ці види за певних умов місцеіснування стають едифікаторами лише тимчасово, поступаючись автохтонним едифікаторам за умов припинення впливу людини або тварин. За інших умов місцеіснування, часто за умов іншого клімату, ці види можуть буди автохтонними едифікаторами.